# This Must Be the Place (Naive Melody)
«This Must Be the Place (Naive Melody)» es una canción por la banda estadounidense de new wave Talking Heads. Es la última canción de su quinto álbum de estudio, Speaking in Tongues, y fue publicada en noviembre de 1983 como el segundo y último sencillo del álbum. Las letras de la canción fueron escritas por David Byrne, mientras que su música fue compuesta por Byrne junto con los otros miembros de la banda, Chris Frantz, Tina Weymouth y Jerry Harrison.
Byrne pretendía que la canción fuera una canción de amor sin los clichés del género. El título entre paréntesis se refiere a la construcción simple de la canción, que se enmarca en un ostinato escaso que dura hasta el final de la canción. Esta simplicidad marcó un cambio para Talking Heads, que era conocido por sus complejos polirritmos y funk de inspiración africana.

## Composición
En la autoentrevista del DVD de la película de concierto Stop Making Sense, Byrne afirmó que es una canción de amor, un tema que tiende a evitar porque es “un poco grande”. También dijo:

Esa es una canción de amor compuesta casi por completo de non sequiturs, frases que pueden tener una fuerte resonancia emocional pero que no tienen cualidades narrativas. Es una especie de canción de amor realmente honesta. Creo que nunca antes había hecho una canción de amor real. Las mías siempre tuvieron una especie de reserva, o un giro. Traté de escribir una que no fuera cursi, que no sonara estúpida o tonta como muchas lo hacen. Creo que lo logré; Estaba bastante feliz con eso.

Según la pista de comentarios de Stop Making Sense, el título “Naive Melody” se refiere a la música. En la grabación, la guitarra y el bajo repiten cada uno un ostinato durante toda la canción. Según David Byrne, muchos músicos profesionales no tocarían una canción escrita de esa manera, y eso es lo que hace que la melodía sea ingenua. Byrne tocó el solo de teclado principal.
La bajista Tina Weymouth declaró en las notas de álbum de Once in a Lifetime: The Best of Talking Heads que la canción fue creada a través de una experimentación “verdaderamente ingenua” con diferentes instrumentos e improvisaciones. Weymouth tocó la guitarra, el guitarrista Jerry Harrison tocó un sintetizador Prophet (incluida la línea de bajo), Wally Badarou usó el mismo sintetizador para agregar las puñaladas, y Byrne cambió entre la guitarra y otro sintetizador Prophet, el último de los cuales tocó usando la rueda de modulación de tono y glissandos de piano.
Pitchfork describió más tarde la canción como “una aberración para los Talking Heads. Era más un ejercicio de hipnosis musical discreta que funk polirrítmico con citas de Kuti, bien comprimido en lugar de reventar por las costuras, y (a su manera avergonzada) era una canción de amor en toda regla. [...] Con «This Must Be the Place», la banda simplificó su sonido dramáticamente, condensando su paleta sónica al nivel de pequeños parpadeos de EKG (habiendo cambiado de instrumento por diversión, esto era casi todo lo que pudieron entregar de manera confiable en cuanto a cortes) y exprimiendo solo unos pocos acordes”.

## Stop Making Sense
La canción aparece en Stop Making Sense (1984), una película de concierto con Talking Heads y dirigida por Jonathan Demme. A lo largo de la versión de Stop Making Sense, Byrne y sus compañeros de banda actúan con una lámpara estándar, mientras se proyectan imágenes de primer plano de varias partes del cuerpo en una pantalla detrás de ellos. Como se reveló en el comentario de la película, las partes del cuerpo pertenecen a Byrne y su novia (más tarde esposa) Adelle Lutz, también conocida como Bonnie. Cuando la canción llega a un puente, los músicos retroceden y Byrne baila con la lámpara, una referencia al baile similar de Fred Astaire con un perchero en la película Royal Wedding. Durante la canción, se ve a Weymouth tocando una rara guitarra eléctrica Fender Swinger, en lugar de su bajo habitual.
La versión Stop Making Sense de la canción se lanzó como sencillo en 1986 y alcanzó el puesto #100 en la lista de sencillos del Reino Unido.

## Créditos
Créditos adaptados desde las notas de álbum.
Talking Heads
- David Byrne – voz principal y coros, guitarra líder, sintetizador
- Chris Frantz – batería
- Jerry Harrison – bajo sintético
- Tina Weymouth – guitarra rítmica

Músicos adicionales
- Wally Badarou – sintetizador
- David Van Tieghem – percusión

## En otros medios
- La canción inspiró el título de la película dramática de 2011 This Must Be the Place, dirigida por Paolo Sorrentino con Sean Penn como una estrella de rock envejecida. En una escena, el personaje principal asiste a un concierto en el que David Byrne interpreta la canción por completo.[7][8][9]
- La canción aparece dos veces en la película ganadora del Oscar de 1987 Wall Street, incluyendo en los créditos finales.[10] La canción aparece nuevamente durante los créditos finales de la secuela Wall Street: Money Never Sleeps.[11]

## Posicionamiento
| Gráfica (1983–84)                  | Pico de posición |
| ---------------------------------- | ---------------- |
| Reino Unido (UK Singles Chart)     | 51               |
| Estados Unidos (Billboard Hot 100) | 62               |
| Estados Unidos (Cashbox Top 100)   | 71               |

| Gráfica (1986)                 | Pico de posición |
| ------------------------------ | ---------------- |
| Reino Unido (UK Singles Chart) | 100              |

## Lectura adicional
- Sullivan, Denise (4 de febrero de 2011). «Origin of Song: The True Story of Talking Heads’ Naïve Melody, “This Must Be the Place”». Crawdaddy!. Archivado desde el original el 4 de febrero de 2011. Consultado el 15 de octubre de 2022.